# Marijaia

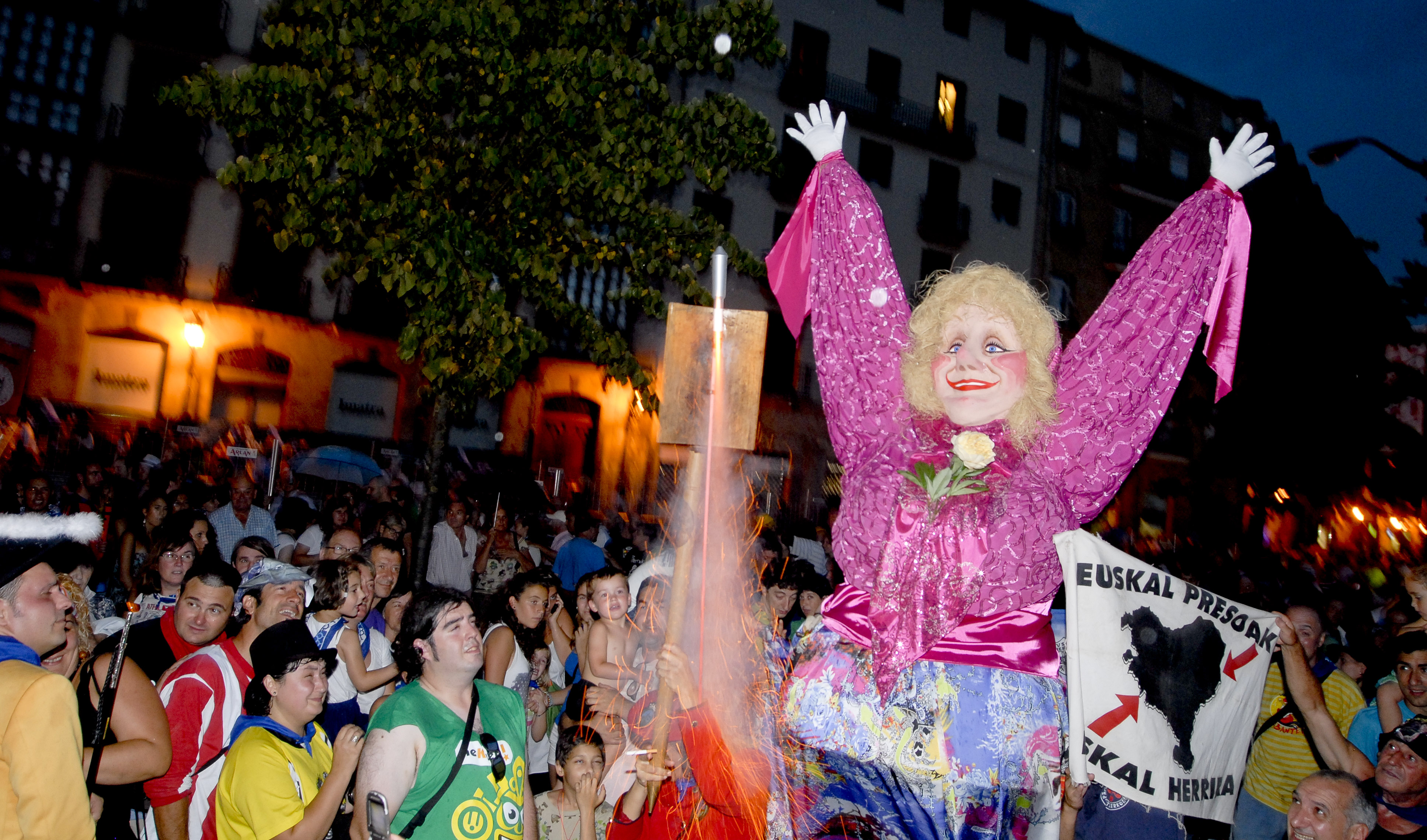
A Marijaia de 2011, acompanhada pela chupinera (encarregada de lançar foguetes)

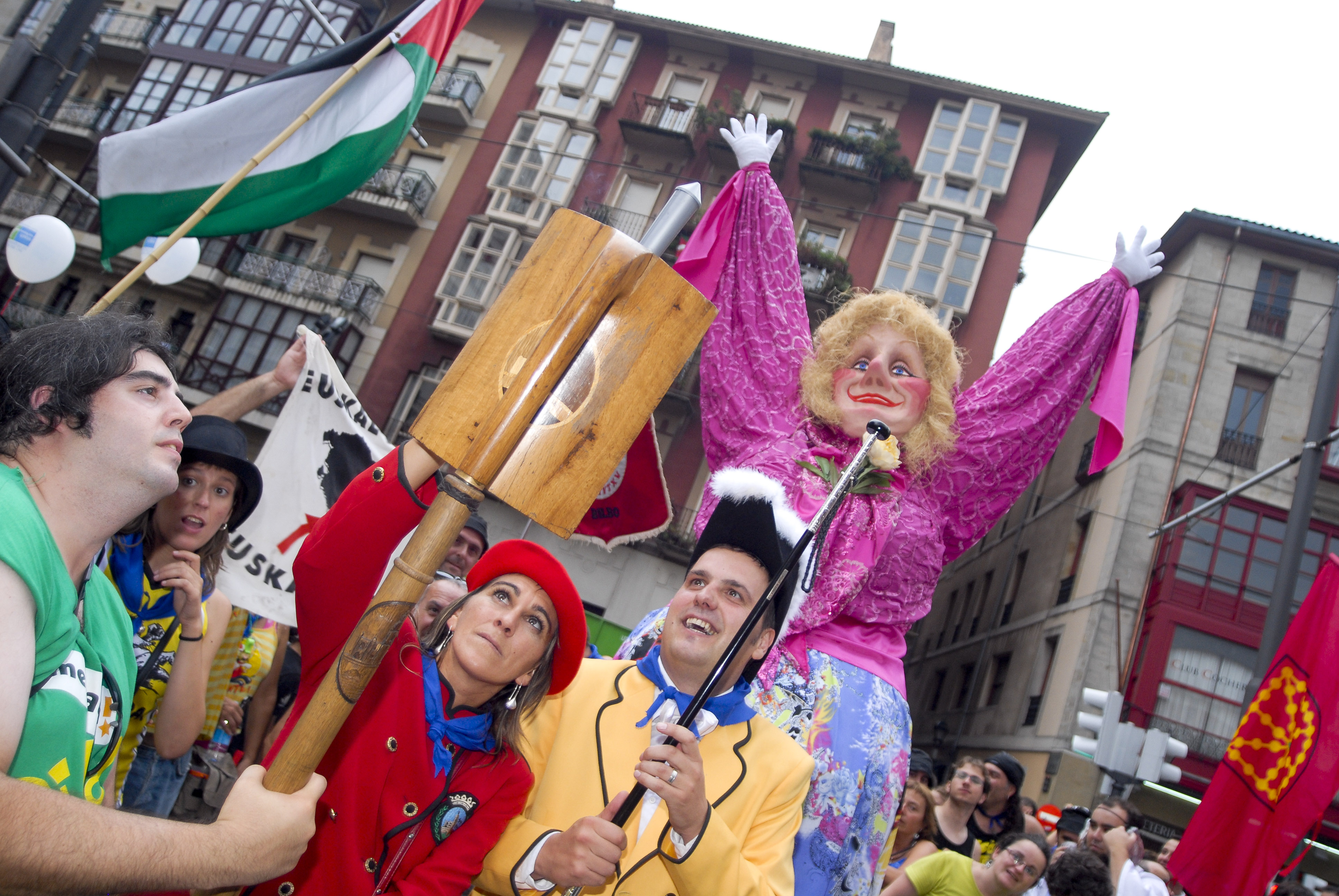
Três figuras emblemáticas da Aste Nagusia: a chupinera, o pregoeiro e a Marijaia (2011)

A Marijaia (em basco: Mari Jaia) é uma personagem fictícia, símbolo e mascote da Semana Grande de Bilbau (Aste Nagusia), as maiores festas daquela cidade, capital da Biscaia, no norte de Espanha. Foi desenhada por encomenda da comissão de festas pela pintora e gravadora Mari Puri Herrero em cinco dias e apresentada no dia 19 de agosto de 1978.
O seu nome significa "senhora das festas" e foi concebida como uma mulher de aspeto tradicional basco, com roupagens rurais e lenço na cabeça. O seu rosto é cómico, com traços proeminentes e face corada. Em sinal de otimismo e baile, tem os braços no ar.
Seguindo o desenho de Herrero, todos os anos é elaborado um exemplar de Marijaia de grandes dimensões, ao jeito dos antigos gigantones e cabeçudos. O início das festas, no sábado seguinte a 15 de agosto, é marcado pela leitura do pregão pelo pregoeiro ou pregoeira e pelo txupinazo (foguete pirotécnico) pela txupinera duma varanda do Teatro Arriaga. Instantes depois aparece na varanda a grande Marijaia, que presidirá à Aste Nagusia. A boneca é queimada no último dia das festas, marcando o final de nove dias de festa. Até 2008, a queima decorria na praça do Teatro Arriaga. Nos anos seguintes, a Marijaia passou a ser queimada enquanto é passeada na ria em jeito de despedida.
Desde 1997, a Marijaia tem uma canção própria, chamada "Badator Marijaia ("Aí Vem a Marijaia" em basco), composta, entre outros, por Kepa Junkera (música) e pelo escritor basco Edorta Jiménez (letra).